# Cratere Li Ch'ing-Chao
Li Ch'ing-Chao  è un cratere sulla superficie di Mercurio.